# Contea di Huerfano
La contea di Huerfano, in inglese Huerfano County, è una contea dello Stato del Colorado, negli Stati Uniti. La popolazione al censimento del 2000 era di 7 862 abitanti. Il capoluogo di contea è Walsenburg.

## Geografia
La contea si trova nel centro-sud dello Stato a est dei Monti Sangre de Cristo e a sud della valle delle Wet Mountain.

### Contee confinanti
- Contea di Pueblo - nord-est
- Contea di Las Animas - sud-est
- Contea di Costilla - sud-ovest
- Contea di Alamosa - ovest
- Contea di Saguache - ovest
- Contea di Custer - nord-ovest

## Storia
La contea fu istituita nel 1861 ed è una delle contee originarie del Territorio del Colorado. Prede il nome dal termine "orfano" in spagnolo per una montagna orfana, isolata, che si trova nella valle del fiume omonimo.

## Comuni
L'unica city è Walsenburg. L'unica town è La Veta.